# Pontevedra Station
Pontevedra station er en jernbanestation i Pontevedra, Spanien.
I 2023 havde stationen 1.586.245 passagerer, hvilket gør den til en af de travleste stationer i Galicien.